# Reijo Ståhlberg
Pour les articles homonymes, voir Ståhlberg.
Reijo Ståhlberg (né le 21 septembre 1952 à Ekenäs) est un ancien athlète finlandais spécialiste du lancer du poids. 

## Palmarès

### Championnats d'Europe d'athlétisme en salle
- Championnats d'Europe d'athlétisme en salle 1978 à Milan,  Italie
  -  Médaille d'or du lancer du poids
- Championnats d'Europe d'athlétisme en salle 1979 à Vienne,  Autriche
  -  Médaille d'or du lancer du poids
- Championnats d'Europe d'athlétisme en salle 1981 à Grenoble,  France
  -  Médaille d'or du lancer du poids